# 唐尼
唐尼（英語：Downey）是一个美國城市，位於爱达荷州班諾克縣。根據2010年的人口普查，當地人口為625人。

## 地理
唐尼位于42°25′46″N 112°7′21″W / 42.42944°N 112.12250°W (42.429312,-112.122397)。
根据美国人口普查局，该城市的总面积為0.99平方英里（2.56平方）。

### 2000年的人口普查
根據2000年人口普查，當地人口為613人，有233個家庭，其中165个家庭居住在城市。 